# Sebastian Stuertz

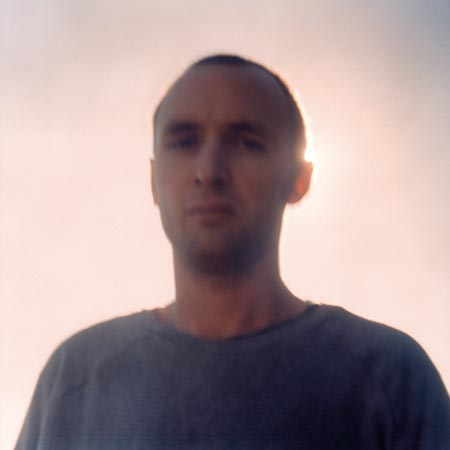
Sebastian Stuertz (2003, Foto: Tara Wolff)

Sebastian Stuertz (* 5. April 1974 in Neustadt am Rübenberge) ist ein deutscher interdisziplinär arbeitender Künstler. Er schreibt Romane und Hörspiele, ist als Sänger/Songschreiber und Musikproduzent tätig, arbeitet als Motion Designer und Regisseur und engagiert sich zudem als Veranstalter verschiedener Literaturformate.

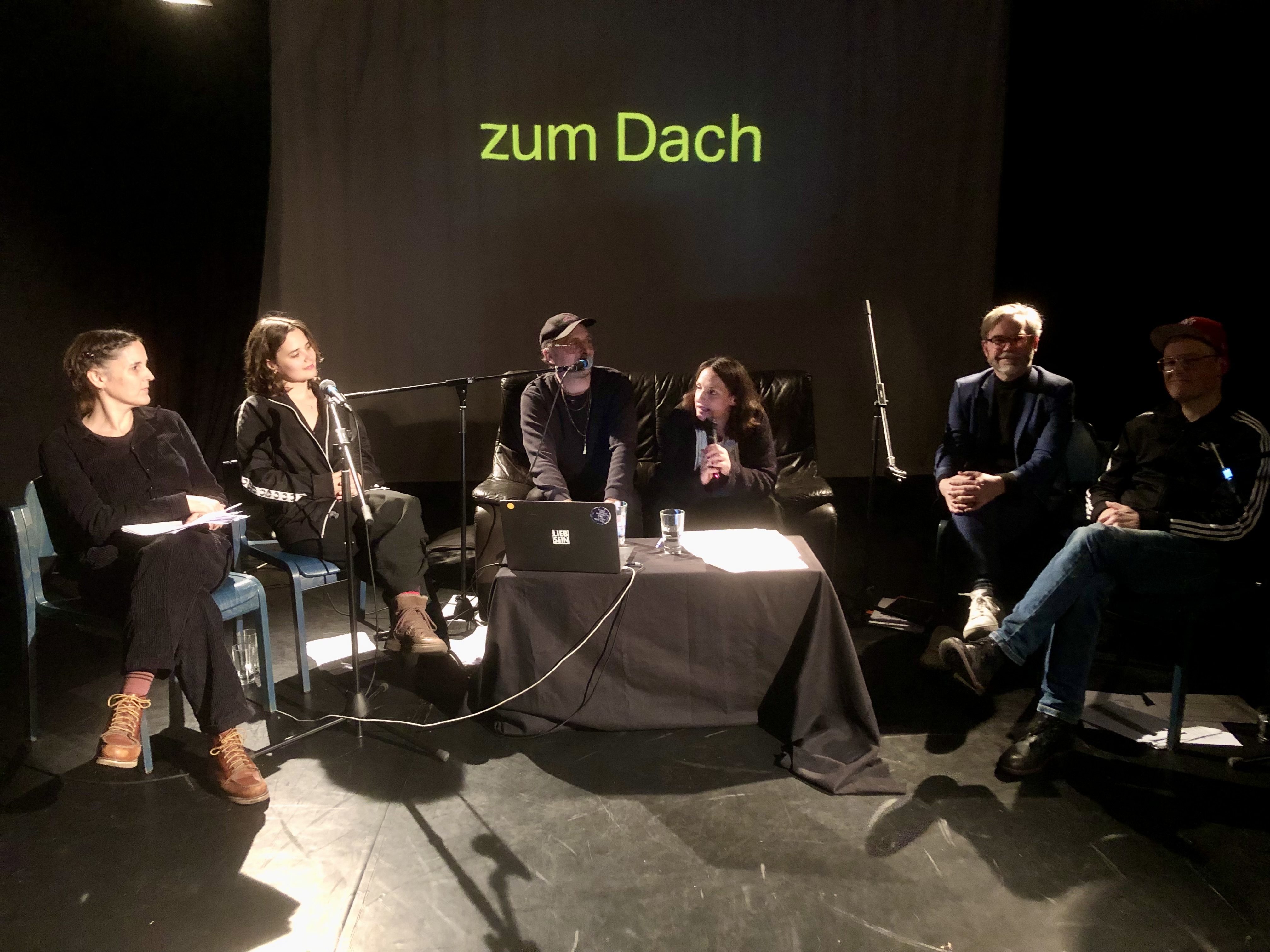
Szenische Lesung mit Anke Stelling, Rita Stelling, Sebastian Stuertz, Caro Korneli, David Wagner und Jan Brandt im Theater Expedition Metropolis (Da wo sonst das Gehirn ist, November 2024)

Seine Lesungen sind meist multimediale Performances, in denen Literatur, Film und Musik miteinander verschmelzen. Statt klassischer Wasserglas-Lesung setzt Stuertz auf ein szenisches Miteinander: Mehrere Mitwirkende lesen im Ensemble, begleitet von eigens komponierter Musik und projizierten Filmen oder Animationen.

## Wirken
Nach dem Studium der Kulturwissenschaften an der Universität Hildesheim (1995–1997) absolvierte Stuertz eine Ausbildung zum Mediengestalter in Hannover. Ab 2000 arbeitete er als Art Director in verschiedenen Werbeagenturen in Hamburg. Von 2017 bis 2018 war er Geschäftsführer und Teilhaber der mookwe Filmproduktion GmbH. Bis 2024 arbeitete er als freier Motion Designer für verschiedene TV- und Filmproduktionen sowie als Dozent für Storytelling und Motion Design an der University of Applied Sciences, Campus Hamburg. Seit 2025 widmet er sich ausschließlich dem Schreiben, der Musik und multimedialen Kunstprojekten.

### Literarisch
Für einen Auszug aus dem Skript zu seinem Roman Das eiserne Herz des Charlie Berg erhielt er 2018 den Förderpreis des Hamburger Literaturpreises. 2020 erschien der Coming-of-Age-Roman schließlich im btb Verlag. Peter Twiehaus sagte im ZDF-Morgenmagazin zum Werk: „700 Seiten verrücktes Leben. Krimi, Liebesgeschichte und Familienaufstellung in einem, mit einer Fabulierlust, die kaum Grenzen kennt.“ 2021 erschien das von ihm verfasste Hörbuch Ruslan aus Marzahn, gelesen vom Schauspieler Shenja Lacher, der bereits die Hörbuchfassung von Stuertz’ Roman Das eiserne Herz des Charlie Berg eingesprochen hatte. Im Jahr 2023 erschienen unter dem Pseudonym „Robin Däutel“ das Pixi-Buch Tobis Probefahrt im Carlsen-Verlag sowie unter dem Pseudonym „Luca Brosch“ der Roman Bevor die Welt sich weiterdreht im dtv Verlag, der auf den Drehbüchern der TV-Serie Davos 1917 basiert und darüber hinausgeht. 2024 veröffentlichte Stuertz mit Dana von Suffrin unter den Pseudonymen „Robin Däutel“ und „Astrid Scheib“ die Achtsamkeitsratgeber-Persiflage Die 0%-Methode bei Yes Publishing. 2025 erschien der erste Band der Kinderbuch-Reihe Tür zu, es zieht! im Oetinger Verlag. Das Buch basiert auf der gleichnamigen Hörspielreihe, die er gemeinsam mit der Kinderband Deine Freunde entwickelte und mit dem Sänger der Band Lukas Nimscheck schreibt.
Seit 2024 ist er zudem für die Kinderhörspielreihe Die Pfefferkörner - Die Fälle als Hörspiel als Autor und Regisseur verantwortlich.
Darüber hinaus erschienen Texte von Stuertz in verschiedenen Anthologien.
Gemeinsam mit dem Autor Gerrit Jöns-Anders betrieb er von 2019 bis 2021 den Literatur-Podcast Die Alphabeten – Übers Schreiben.

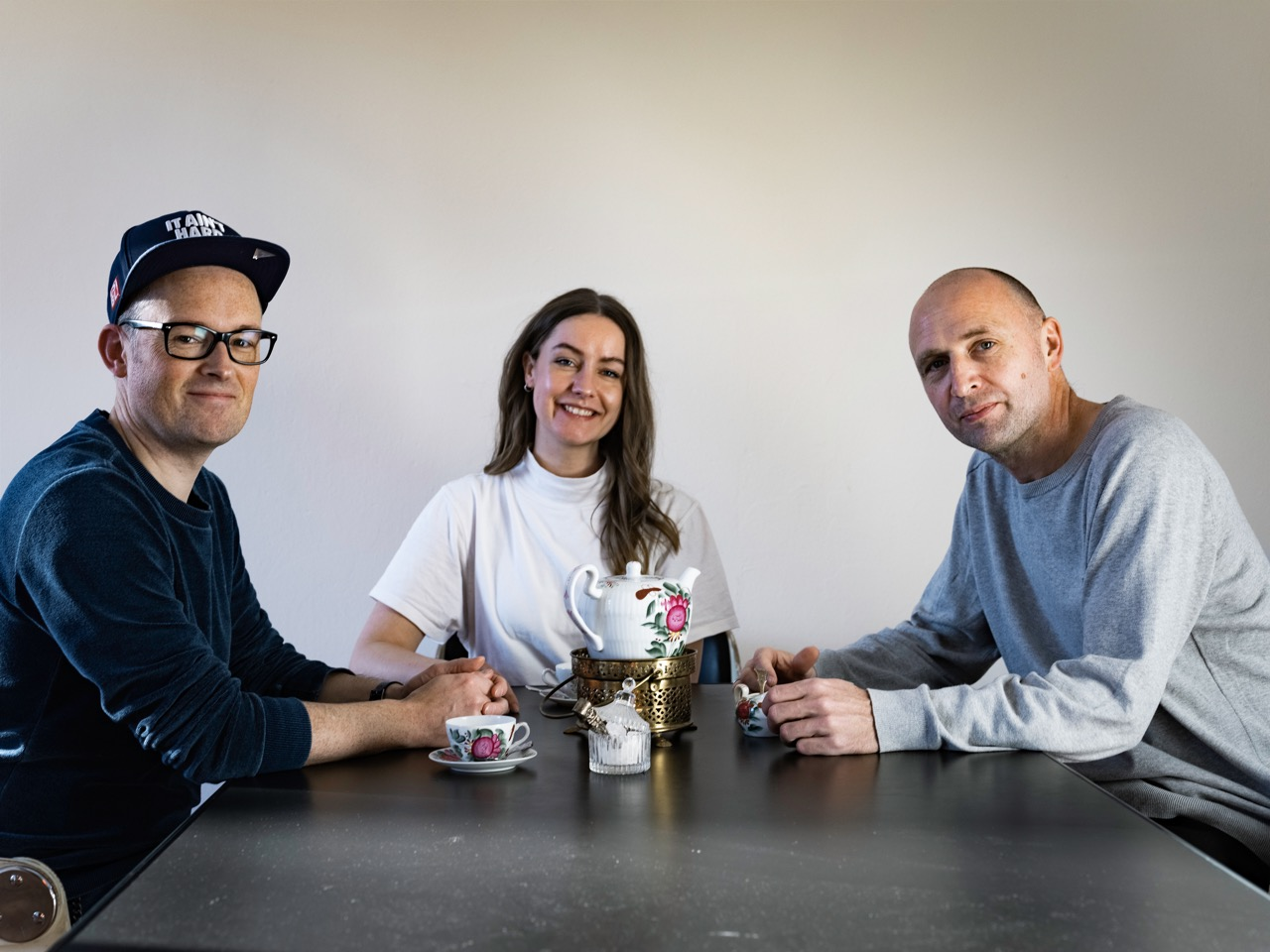
Texte mit T: Jan Brandt, Sylvie Gühmann und Sebastian Stuertz. (Foto: Tara Wolff)

Seit 2023 sind Sebastian Stuertz, der ostfriesische Vorfahren hat, und die Leeraner Jan Brandt und Sylvie Gühmann als lesendes und Ostfriesentee trinkendes Trio mit ihrer Show Texte mit T in Norddeutschland unterwegs. Ihre Kurztexte, in denen stets das ostfriesische Teeritual eine Rolle spielt, erscheinen seit 2024 auch als monatliche Kolumne in der Ostfriesen-Zeitung.
Mit der Radiomoderatorin Caro Korneli veranstaltet Stuertz seit 2024 die Literaturshow Jugendsündenbingo.

### Musik
Einige Jahre lang war Stuertz in verschiedenen Formationen als Musiker tätig, zunächst mit seinem Soloprojekt Suff O’Cate, dann als Sänger und Gitarrist der neunköpfigen Ska-Band Los Hot Banditos sowie als Frontmann der Indierockband Stuertz. Bei Tapete Records erschienen mehrere Tonträger seines Projektes Stubenhacker, für das er darüber hinaus diverse Musikvideos produzierte. Auch als Regisseur von Musikvideos anderer tritt Stuertz in Erscheinung, unter anderem für Camouflage (Shine, 2015), Deine Freunde (Du bist aber groß geworden, 2017 und C64, 2021) sowie The Kiez (Take Me Higher und We Play, 2018 sowie Ghost und Lover, 2019). In seinem Roman Das eiserne Herz des Charlie Berg taucht zudem eine Band namens The Toytonic Swing Ensemble auf, die an das Duo subjoint von Stuertz mit seinem Schulfreund Nikolaus Woernle angelehnt ist. Zeitgleich mit der Veröffentlichung des Buches veröffentlichten sie ein Krautrock-Album mit dem Titel The Forsthaus Chronicles. Stücke daraus kommen auf dem Hörbuch sowie bei Lesungen zum Einsatz.

### Sonstiges
2021 saß er in der Jury des Drehbuchpreis Schleswig-Holstein.
2023 war er Teil der Jury des Monica-Bleibtreu-Preis,
2024 gehörte er zur Jury des Parents-in-Arts-Stipendium der Behörde für Kultur und Medien Hamburg.
Stuertz wohnt in Hamburg.

## Auszeichnungen und Stipendien
- 2018: Hamburger Literaturpreis (für einen Auszug aus dem Romanmanuskript Das eiserne Herz des Charlie Berg)
- 2020: nominiert für den Debütpreis des Harbour Front Literaturfestival
- 2020: Stipendiat der Roger-Willemsen-Stiftung[8]
- 2021: Zukunftsstipendium der Behörde für Kultur und Medien Hamburg
- 2021: Aufenthalts- und Recherchestipendium der Kulturstiftung des Freistaats Thüringen in der  Forschungsbibliothek Gotha[9]
- 2022 Projektförderung für Albumproduktion Stubenhacker der Café Royal Stiftung
- 2022: mit Ruslan aus Marzahn nominiert für den Deutschen Hörbuchpreis in der Kategorie „Beste Unterhaltung“
- 2022: Fellowship der Siegfried-Lenz-Stiftung / Residenz im Ledig House, New York[10]
- 2023 Literaturstipendium der Café Royal Stiftung
- 2025: dreimonatige Residenz auf dem Künstlerhof Schreyahn[11]
- 2025: Alum-in-Residence im Ledig House, New York

## Veröffentlichungen

#### Bücher
- Das eiserne Herz des Charlie Berg. btb Verlag, 2020, ISBN 978-3-442-75851-7.
- Das eiserne Herz des Charlie Berg. Der Hörverlag, 2020, ISBN 978-3-8445-3824-3. (Hörbuch)
- Ruslan aus Marzahn. Der Hörverlag, München 2021, ISBN 978-3-8445-4222-6. (Hörbuch)
- Da wo sonst das Gehirn ist. btb, München 2022, ISBN 978-3-442-75948-4.
- Bevor die Welt sich weiterdreht (als Luca Brosch). dtv, München 2023, ISBN 978-3-423-28377-9.
- Die 0%-Methode: Mit maximalem Aufwand zu keinerlei Erfolg. (Als Robin Däutel) mit Dana von Suffrin (als Astrid Scheib). YES Publishing, München 2024, ISBN 978-3-96905-346-1.
- Tür zu, es zieht! Hausenheim Hood News und Kinderlalaland. Band 1. Oetinger, Hamburg 2024, ISBN 978-3-7512-0688-4.
- Tür zu, es zieht! Hamsterdam. Band 2. Oetinger, Hamburg 2025, ISBN 978-3-7512-0758-4.

#### Beiträge in Anthologien
- Jürgen Abel, Antje Flemming (Hrsg.): Ziegel #16: Hamburger Jahrbuch für Literatur 2019. mairisch Verlag, 2019, ISBN 978-3-938539-53-8.
- Carolin Löher, Antje Flemming (Hrsg.): Raus! Nur raus!: Unterwegs zu Lieblingsorten der Hamburger Literatur: Durch Hamburg mit der Literaturszene. Junius Verlag, 2020, ISBN 978-3-96060-534-8.
- Jürgen Abel, Antje Flemming (Hrsg.): Ziegel #18: Hamburger Jahrbuch für Literatur 2023. mairisch Verlag, 2023, ISBN 978-3-948722-28-9.
- Jürgen Abel, Antje Flemming (Hrsg.): Ziegel #19: Hamburger Jahrbuch für Literatur 2025. mairisch Verlag, 2025, ISBN 978-3-948722-41-8.
- Adrian Asllani (Hrsg.): Ferien zu Hause: Entspannende Geschichten. Diogenes Verlag, 2025, ISBN 978-3-257-24790-9.

### Hörspiele
- Peter und Bernd und Corvin Corona der 19. (Mit Nikolaus Woernle, 2020, Hörverlag Serials)
- Deine Freunde: Tür zu, es zieht! Folge 01: Hausenheim Hood News + Folge 02: Kinderlalaland. (Mit Lukas Nimscheck, 2024, Karussell)
- Deine Freunde: Tür zu, es zieht! Folge 03: Hamsterdam. (Mit Lukas Nimscheck, 2025, Karussell)
- Die Pfefferkörner: Die Fälle – Staffel 01 & 02 (2024, ARD Mediathek)

### Musik

#### Als Suff O’Cate
- Popular Amusement (1993, Selbstverlag)
- Ungetarnt (1995, n.Urkult Records)
- Bye Bye Dr Rhythm (1997, Selbstverlag)

#### Mit Los Hot Banditos
- Tijuana (Split-Single mit Gay City Rollers, 1995, Highdive Records)

#### Als Voltmoll
- Mex (2001, Plattenmeister)

#### Als Stuertz
- So lang es ohne Luftholen geht (2007, Sopot Records)

#### Als Stubenhacker
- 404 und Hacksteaks (2015, Tapete Records)
- Für immer wach (2016, Tapete Records)
- Telefone im Gesicht (Single, 2017, Tapete Records)
- Für immer wach (Single, 2018, Tapete Records)

#### Mit The Toytonic Swing Ensemble
- The Forsthaus Chronicles (2020, AvA Records)

#### Als Sebastian Stuertz
- RUSLAN (Original Audiobook Soundtrack) (2021, so sehr records)